# (3360) Syrinx
(3360) Syrinx ist ein Asteroid des Apollo-Typs, der am 4. November 1981 von Eleanor Francis Helin und R. Scott Dunbar am Mount Palomar entdeckt wurde. Syrinx ist ein Apollo-Asteroid und kreuzt somit die Erdbahn.
Benannt wurde der Asteroid nach der Flussnymphe Syrinx, die in dem musikalischen Werk Pan und Syrinx des dänischen Komponisten Carl Nielsen eine der Hauptfiguren ist.